# Епархия Мавеликары
Епархия Мавеликары (лат. Eparchia Mavelikarensis) — епархия Сиро-маланкарской католической церкви c центром в городе Мавеликара, Индия. Епархия Мавеликары входит в митрополию Тривандрума. Кафедральным собором епархии Мавеликары является церковь Пресвятой Девы Марии.

## История
16 декабря 1996 года Римский папа Иоанн Павел II учредил епархию Мавеликары, выделив её из архиепархии Тривандрума.

## Ординарии епархии
- епископ Joshuah Ignathios Kizhakkeveettil (2.01.2007 — по настоящее время).

## Источник
- Annuario Pontificio, Ватикан, 2010